# Master of the Rolls
Il custode o manutentore dei documenti e delle note della Cancelleria d'Inghilterra (dall'inglese: Keeper or Master of the Rolls and Records of the Chancery of England), conosciuto come Master of the Rolls, è il secondo giudice più importante in Inghilterra e nel Galles, dopo il Lord Chief Justice of England and Wales. Il Master of the Rolls è il funzionario che presiede la divisione civile della Corte d'appello. Il primo documento riguardante un Master of the Rolls è del 1286, anche se si ritiene che l'ufficio probabilmente esisteva prima di quella data.
Il Master of the Rolls è stato inizialmente un ecclesiastico incaricato di tenere la "Rolls", o le annotazioni, della Court of Chancery (Corte della Cancelleria), ed era conosciuto come il "Guardiano dei rotoli" di Chancery (della Cancelleria). Il Keeper ("guardiano") è stato il più anziano della dozzina di funzionari della Cancelleria, e come tale talvolta ha agito come (guardasigilli) o custode del Gran Sigillo del Regno. La posizione si è evoluta in una funzione giudiziaria come ha fatto la Court of Chancery; il primo riferimento a funzioni giurisdizionali risale al 1520. Con il Judicature Act 1873, il Master of the Rolls si trasferisce dalla ora cessata Court of Chancery alla Court of Appeal. Il "Master of the Rolls" conservava ancora le sue funzioni clericali servendo come il capo nominale del Public Record Office (PRO) fino al 1958. Tuttavia, la Public Records Act di quell'anno ha trasferito la responsabilità per il P.R.O. dal Master of the Rolls al Lord cancelliere. Il Master of the Rolls è responsabile anche per i registering solicitors, i procuratori legali, i funzionari delle giurisdizioni superiori.
L'attuale Master of the Rolls è David Neuberger, Baron Neuberger of Abbotsbury, Lord Neuberger of Abbotsbury, che succedette a Anthony Clarke, Baron Clarke of Stone-cum-Ebony, Lord Clarke of Stone-cum-Ebony, il 1º ottobre 2009, quando Lord Clarke diventò il primo membro nominato direttamente della nuova Supreme Court of the United Kingdom.
Tra i Masters of the Rolls, da notare:
- John Morton dal 1472 al 1479
- Christopher Bainbridge dal 13 novembre 1504 al 22 gennaio 1508
- Thomas Cromwell dal 1534 al 1536